# Away with Words (album)
Away With Words è il quinto album da solista di Martin Barre.
Esso presenta riarrangiamenti di alcuni classici dei Jethro Tull (come Hymn 43 e One Brown Mouse) che vengono ampliati con canzoni create appositamente dallo stesso Barre. Nell'album sono comunque presenti due pezzi esclusivamente inediti: All Bars Hold e Sundown. Nel disco rimane confermato come nei precedenti album solisti il bassista ex Jethro Tull Jonathan Noyce.

## Tracce
1. First Light / Moths[2]
2. It's My Round
3. One Brown Mouse / Fatcat
4. All Bars Hold
5. Air: Lament Of the Spalpeen / Martin's Jig / Hymn 43
6. Pussy Willow
7. Snapshot / Paparazzi
8. Long Ago / Home
9. Fire At Midnight / From The Ashes
10. Protect & Survive
11. Spare A Thought / From A Dead Beat To An Old Greaser
12. Sundown

## Formazione
- Martin Barre - chitarra acustica, chitarra elettrica, bouzouki, mandolino, basso, flauto e clarinetto basso[3]
- Dan Crisp - voce
- Frank Mead - flauto, bodhrán, arpa
- Jonathan Noyce - basso
- George Lindsay - batteria, percussioni

Produzione
- James Bragg - tecnico audio